# National Liberal Party (1931)
Die National Liberal Party war eine von 1931 bis 1968 bestehende politische Partei in Großbritannien.

## Geschichte
Die Partei spaltete sich 1931 unter der Führung von John Allsebrook Simon als Liberal National Party von der Liberal Party ab, weil sie deren Tolerierung der Labour-Regierung Ramsay MacDonalds nicht mehr mittragen wollte. Bei den letzten Unterhauswahlen vor dem Krieg, 1935, lag sie mit 33 gewonnenen Sitzen vor den Liberals. Politiker der National Liberal Party wurden Mitglieder der Mehrparteienregierung des National Governments.
Die beiden ersten Nachkriegswahlen, 1945 und 1950, brachten ein Verhältnis der Abgeordnetenzahlen von NLP zu Liberals von zuerst 11 zu 12, dann 16 zu 9. Auch 1951, 1955 und 1959 lag die National Liberal Party vorne. In den 60er Jahren wurde sie dann von der Liberal Party im „Rennen um Platz drei“ wieder überflügelt.
1968 vereinigten sich die Nationalliberalen mit der Conservative Party.

## Parteivorsitzende
- Sir John Simon (1931–40)
- Ernest Brown (1940–45)
- James Henderson-Stewart (1945–46)
- Stanley Holmes (1946–47)
- John Maclay (1947–1956)
- James Duncan (1956–1959)
- James Henderson-Stewart (1959–1961)
- Colin Thornton-Kemsley (1961–1964)
- David Renton (1964–1968)

## Weitere bekannte Mitglieder
| - Leslie Burgin - Gordon Campbell - Godfrey Collins - Stephen Furness - Ian Gilmour - Edgar Granville - Charles Hill - Leslie Hore-Belisha - Robert Hutchison - Gwilym Lloyd George - William Mabane | - Murdoch Macdonald - Niall Macpherson - John Nott - Sidney Peters - Thomas Ramsay - David Renton - Walter Runciman - Michael Shaw - John Simon - Joan Vickers |

## Wahlergebnisse
| Wahl               | Stimmen | %   | Sitze    |
| ------------------ | ------- | --- | -------- |
| Unterhauswahl 1931 |         | 3,7 | 35 / 615 |
| Unterhauswahl 1935 |         | 3,7 | 33 / 615 |
| Unterhauswahl 1945 |         | 2,9 | 11 / 640 |
| Unterhauswahl 1950 |         | 3,4 | 16 / 625 |
| Unterhauswahl 1951 |         | 3,7 | 19 / 625 |
| Unterhauswahl 1955 |         | 3,1 | 21 / 630 |
| Unterhauswahl 1959 |         | 2,7 | 20 / 630 |
| Unterhauswahl 1964 |         | 1,2 | 6 / 630  |
| Unterhauswahl 1966 |         | 0,5 | 3 / 630  |